# DeWayne Barrett
Pour les articles homonymes, voir Barrett.
DeWayne Barrett (né le 27 décembre 1981) est un athlète jamaïcain, spécialiste du 400 mètres.

## Biographie
Il remporte la médaille d'argent du relais 4 × 400 m lors des Championnats du monde en salle 2008, à Valence en Espagne, en compagnie de Michael Blackwood, Edino Steele et Adrian Findlay. La Jamaïque, qui établit le temps de 3 min 07 s 60 est devancée par l'équipe des États-Unis. 

### Palmarès
| Date | Compétition                    | Lieu    | Résultat | Épreuve   |
| ---- | ------------------------------ | ------- | -------- | --------- |
| 2005 | Universiade                    | Izmir   | 2e       | 400 m     |
| 2008 | Championnats du monde en salle | Valence | 2e       | 4 × 400 m |

### Records
| Épreuve | Épreuve   | Performance | Lieu     | Date           |
| ------- | --------- | ----------- | -------- | -------------- |
| 400 m   | Plein air | 45 s 74     | Atlanta  | 16 mai 2008    |
| 400 m   | Salle     | 46 s 46     | New York | 4 février 2006 |